# Enric García i Muní
Enric García i Muní (Alcoi, Alacant, 30 de març de 1854 - València, 20 de desembre de 1894), fou organista i compositor. Pertany a una família de músics. Va realitzar els seus estudis musicals a una Banda Primitiva d'Alcoi amb Francisco Cantó Botella, fundador i primer director d'aquesta, i els va ampliar a València amb el seu paisà Josep Espí Ulrich. Va estudiar amb José María Úbeda orgue, l'instrument que li va donar notabilitat.
Durant alguns anys va ser auxiliar a la parròquia de San Andrés de València del seu mestre José María Úbeda, fent el mateix a l'església de San Bartolomé amb el mestre Joan Bautista Plasencia, qui per un sol vot li havia guanyat en oposició la plaça d'organista. Al col·legi de jesuïtes de València va exercir com a professor de solfeig, igual que a l'asil del marquès de Campo.
Per la seva partitura Un gradual va obtenir el primer premi al I Congreso Eucarístico Nacional, celebrat a València el 25 de novembre de 1893, juntament amb un accèssit per una col·lecció de Trisagios. El seu poema simfònic Los corales va merèixer ser premiada a Barcelona. La seva música destaca per la seva unció religiosa, tendresa i bellesa.

## Obres
- Música escènica: El maestre Calatrava, Guzmán el Bueno, Roger de Oropesa
- Cançons: La muerte de Garcilaso, Romanza valenciana
- Conjunt instrumental: Mal de amor, Ripert
- Antífones: Salve Regina
- Misses: Misa de pastorela
- Motets: Acordaos, ¡oh piadosa virgen!, Ave Maris Stella, Mater admirabilis, Memor sit dominus, Memorare San Bernardo, Motete a Nuestra Señora de los Desamparados, Pange lingua, Santa María
- Villancicos: Villancico a Santa Lucía
- Altres obres religioses: Cántico de la Sma. Virgen, Dios te salve María, Dolores a la Santísima Virgen, Letanía a la Sma. Virgen, Letanía a 3 voces, Letrillas al Smo. Sacramento, Misterios gloriosos, Plegaria a San José, Preces al Sagrado Corazón de Jesús, Rosario, Trisagio mariano